# Corothamus rectipilosus
Corothamus rectipilosus là một loài thực vật có hoa trong họ Đậu. Loài này được (Adamović) Skalická mô tả khoa học đầu tiên năm 1967.